# Caumerbeek

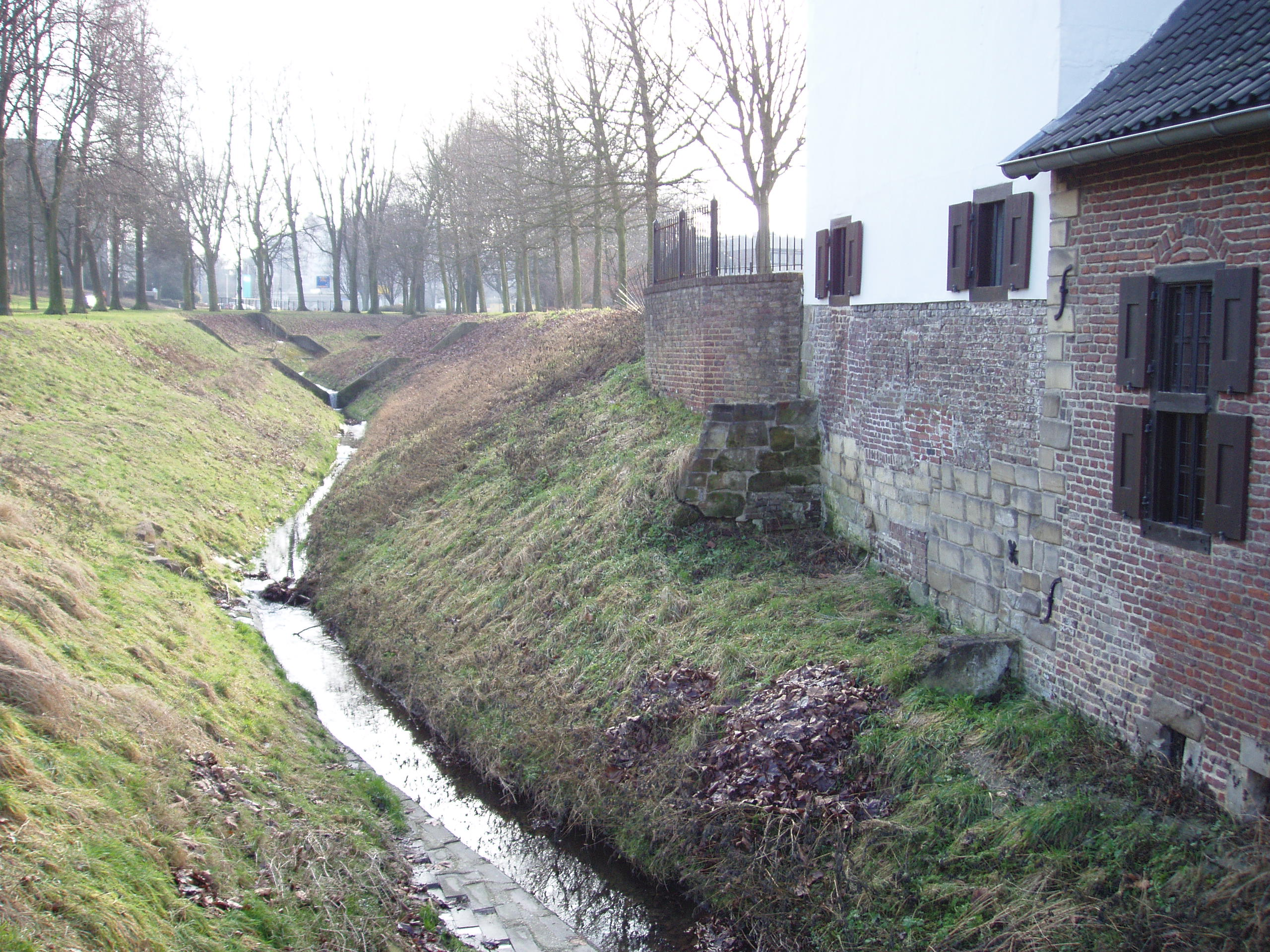
De Caumerbeek bij de Schandelermolen

De Caumerbeek, op oude kaarten 'Molenbeek' en in de volksmond ook wel bekend als 'het Zilverbeekje', is een zijbeek van de Geleenbeek en ontspringt bij de voormalige molen Bovenste Caumer in het Heerlense stadsdeel Heerlerbaan. De beek ligt samen met de bovenloop van de Geleenbeek en diens zijbeken in het Bekken van Heerlen.
Deze beek met een lengte van 11 kilometer stroomt voor een groot deel door het stedelijk gebied van de gemeente Heerlen. De beek is genormaliseerd en was tot 2010 over een lengte van circa 6,5 kilometer overkluisd, waarbij de bodem bekleed was met beton en tegels. Sinds 2010 heeft de beek weer een meer natuurlijke, vrije loop teruggekregen.
De beek heeft haar monding in de Geleenbeek nabij het kasteel Hoensbroek bij Terschuren. De bij Hoensbroek gelegen rioolwaterzuiveringsinstallatie (RWZI) spuit zijn effluent in deze beek. 
In de nabijheid van de bron van de Caumerbeek stond in de Romeinse tijd de Romeinse villa Bovenste Caumer; een aftakkingsaquaduct verzorgde de thermen van Coriovallum van water. In de 20e eeuw werd op de oever van de beek de steenberg Koumenberg opgeworpen voor kolenmijn Oranje-Nassau III. Tijdens de mijnbouwperiode stroomde de Caumerbeek door een tunnel onder de Koumenberg.
Het gedeelte van de Caumerbeek tussen Auvermoerstraat en Kasteel Hoensbroeklaan werd en wordt de Auvermoer genoemd.

## Zijbeken
Tussen de bron en de monding komen verschillende zijbeken uit op de Caumerbeek. Vanaf de bron zijn dit de:
- Schiffelerbeek (rechteroever)
- Palembergerbeek (rechteroever)
- Oude Beek (rechteroever)
- Schroetebeek (rechteroever)
- Loopgraaf (rechteroever)
- Lotbroek (linkeroever)
- Zijtak Nieuwe Caumerbeek

## Watermolens
Door haar hoge stromingssnelheid was de beek in het verleden uitermate geschikt voor watermolens.
Bekende watermolens zijn of waren van bron tot monding gezien:
- Caumeroliemolen of Bovenste Molen van Heerlerbaan
- Caumermolen of Onderste Molen van Heerlerbaan
- Oliemolen bij het Aambos (maalvaardig)
- Schandelermolen in de buurt Schandelen
- De Köpkesmolen bij Heerlerheide
- De Broekmolen/De Drakenmolen in Terschuren (Hoensbroek)

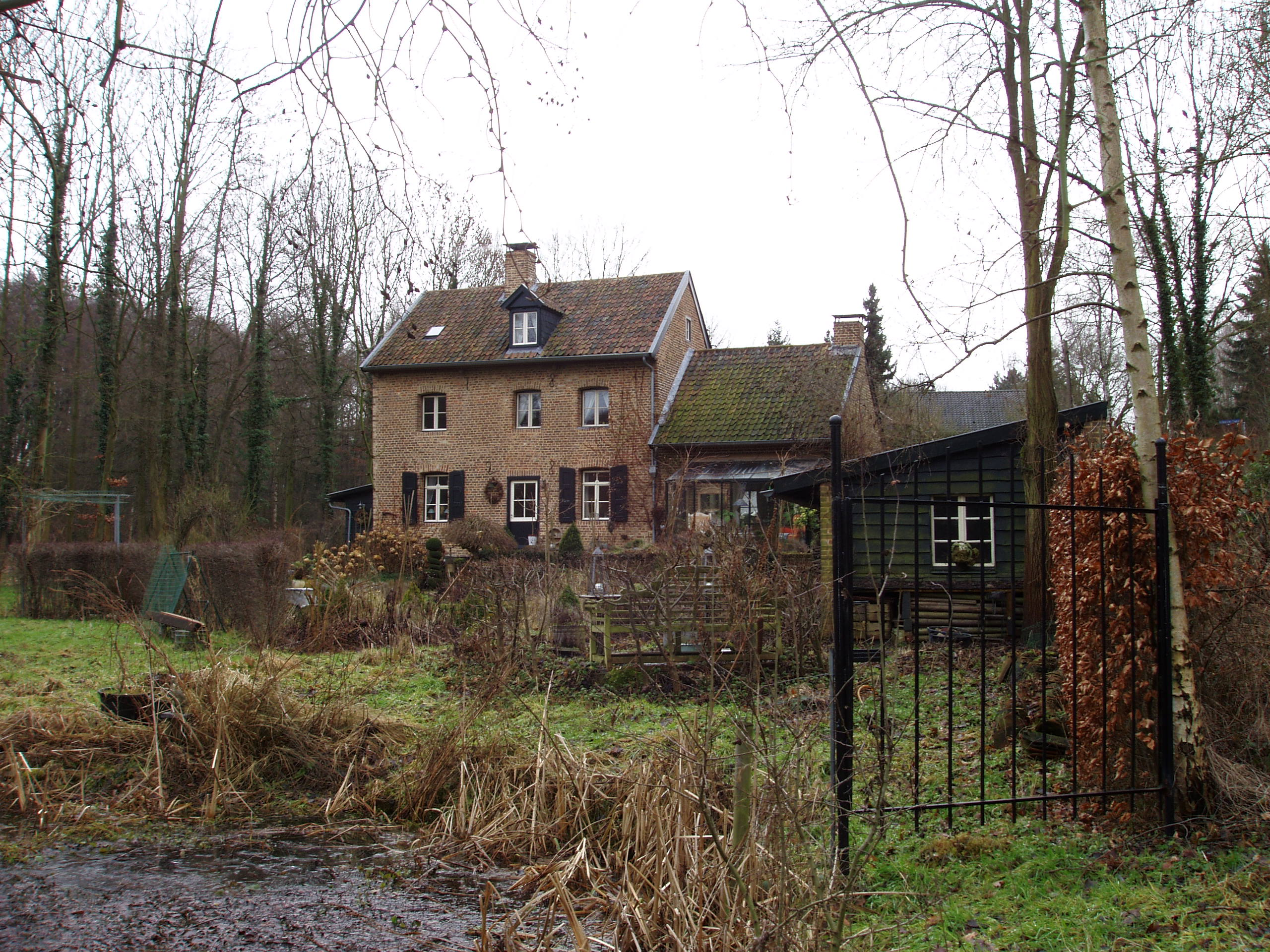
Caumeroliemolen
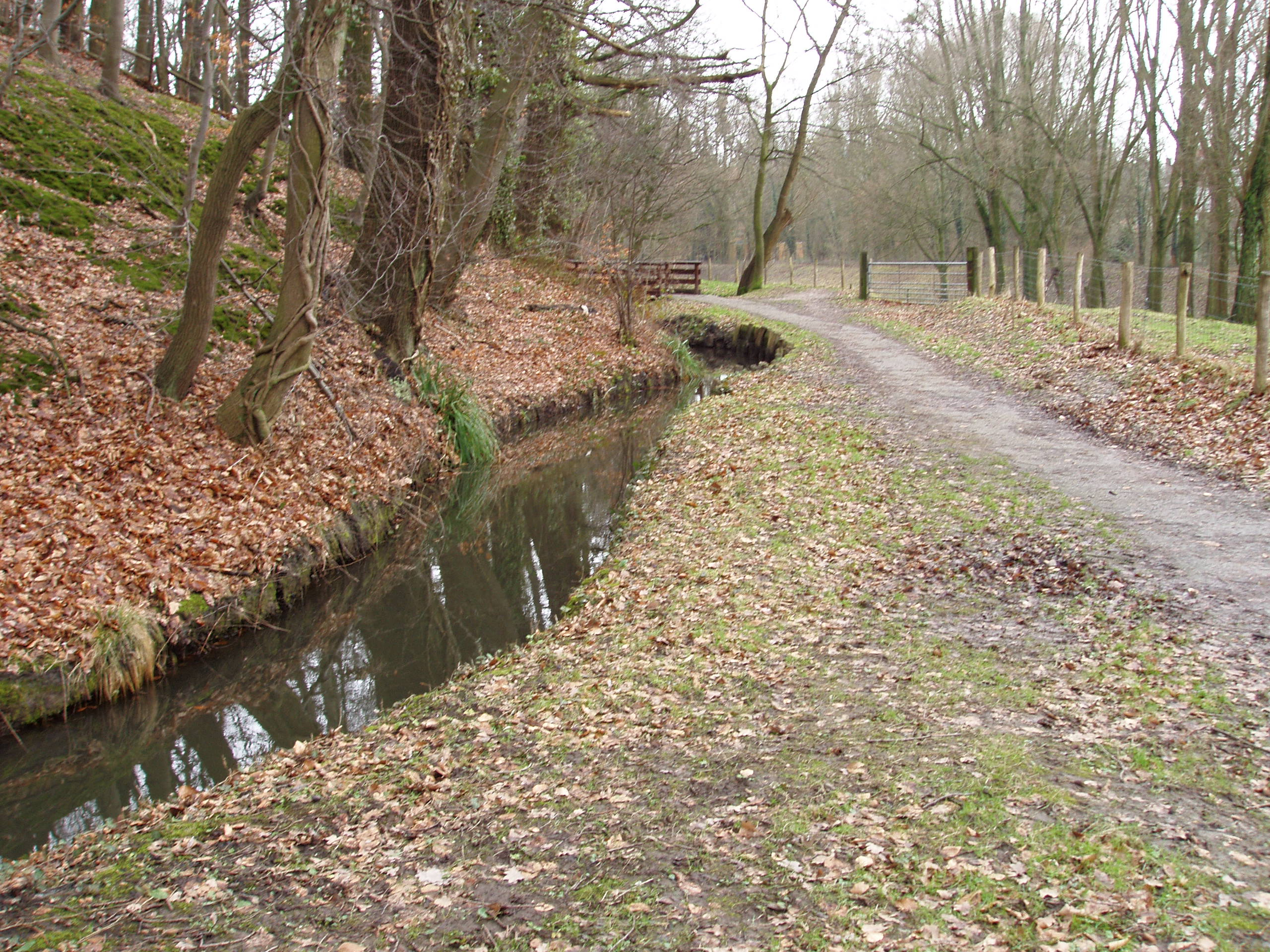
Caumerbeek nabij Oliemolen
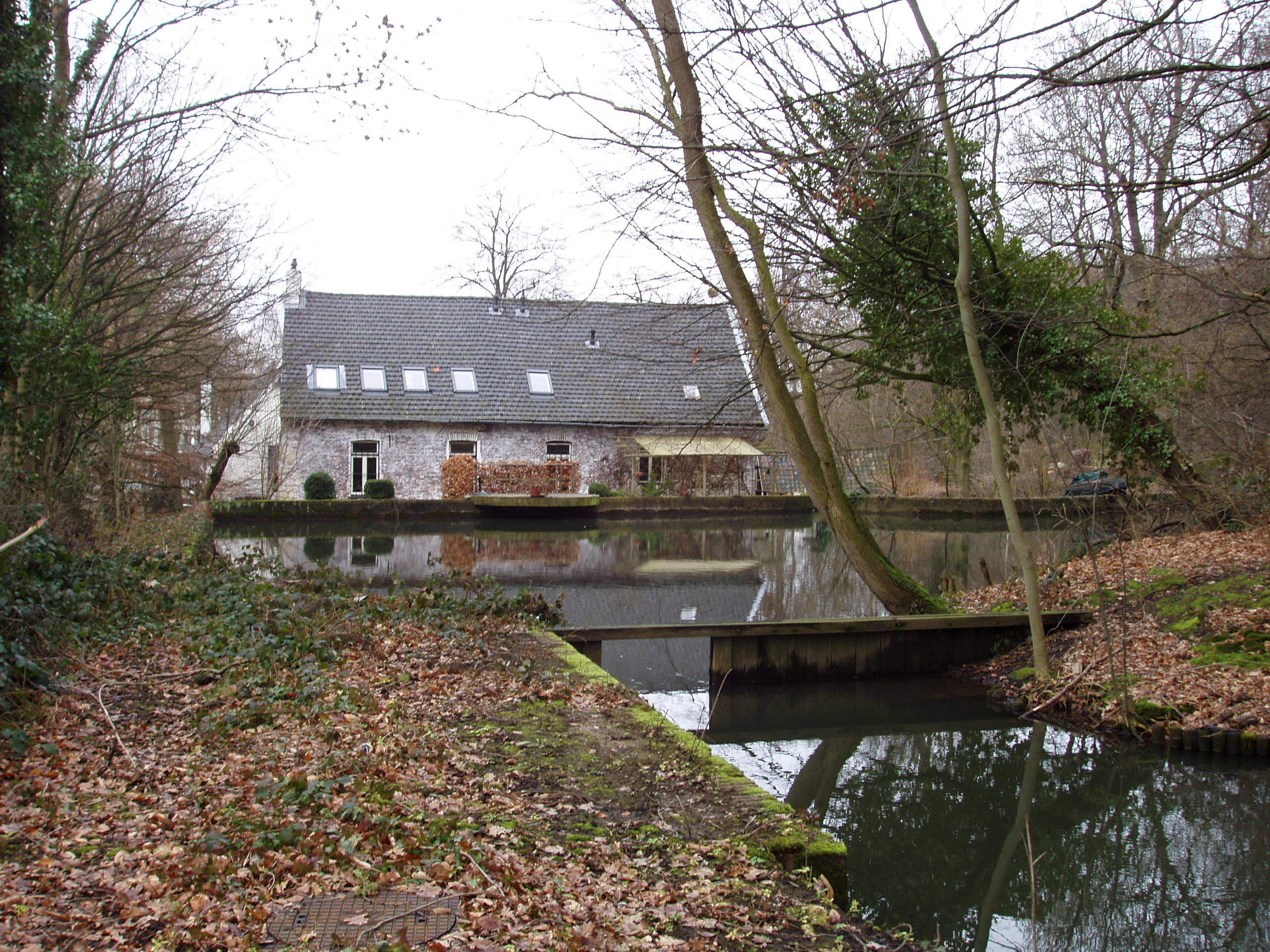
De Oliemolen
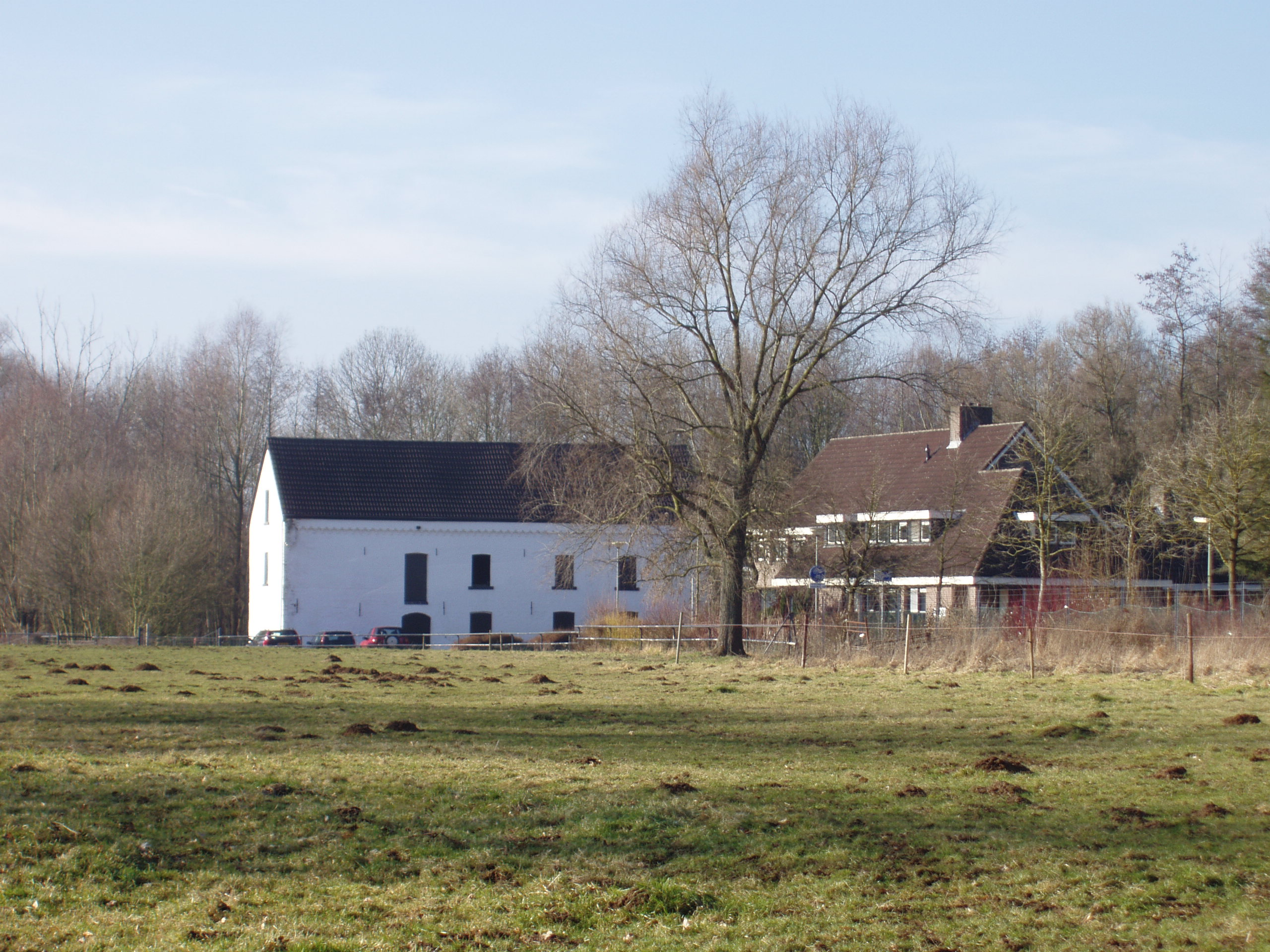
De Broekmolen